# 長井町 (神奈川県)
長井町（ながいまち）は、神奈川県三浦郡に存在した町。
本項では町制前の長井村（ながいむら）についても記す。

## 歴史

### 沿革
- 1889年（明治22年）4月1日 - 町村制の施行により、長井村が単独村制。
- 1926年（大正15年）2月11日 - 長井村が町制施行して長井町となる。
- 1943年（昭和18年）4月1日 - 横須賀市に編入。同日長井町廃止。

## 現在の町名
- 住居表示実施地区：長井一 - 六丁目および御幸浜の一部

## 参考資料
- 角川日本地名大辞典 14 神奈川県